# Lord Byron
George Gordon Byron, senere Lord Byron (født 22. januar 1788, død 19. april 1824) var en engelsk digter og politiker, der var en af de dominerende figurer indenfor Romantikkens litteratur. Han regnes for at være en af de største poeter i Englands historie, og hans værker læses stadig bredt i dag. Byrons mest kendte værker er de narrative digte Don Juan og Childe Harold's Pilgrimage.
I 1816 forlod han efter en skandaløs skilsmisse sit hjemland og vendte aldrig tilbage. Byrons datter var Ada Lovelace, der havde stor matematisk indsigt og som interesserede sig for automatisering. Han skrev på sit hovedværk, den store samfundssatire Don Juan i årene 1819-1824, men nåede ikke at blive helt færdig.
Byron besøgte Ali Pasha og skrev om ham i Childe Harold's Pilgrimage. Han deltog i den græske frihedskamp mod Osmannerriget i 1823, men døde året efter af malaria.
Den danske billedhugger Bertel Thorvaldsen skabte i 1831 en skulptur til erindring om Lord Byron og hans indsats i grækernes frihedskamp.